# ژان-لوک اتوری
ژان-لوک اتوری (فرانسوی: Jean-Luc Ettori‎؛ زادهٔ ۲۹ ژوئیهٔ ۱۹۵۵) بازیکن و مربی فوتبال اهل فرانسه بود.
از باشگاه‌هایی که در آن بازی کرده‌است می‌توان به باشگاه فوتبال موناکو اشاره کرد.
وی همچنین در تیم ملی فوتبال فرانسه بازی کرده‌است.